# Rybník Louňov
Přírodní památka Rybník Louňov byla vyhlášena v roce 2001 a nachází se u obce Načeradec. Důvodem ochrany je rybniční ekosystém s výskytem početných populací zvláště chráněných druhů rostlin a živočichů.

## Popis oblasti
Většinu území zaujímá dominantní rákos obecný (Phragmites australis) a silně ohrožená ostřice plstnatoplodá (Carex lasiocarpa). Na fragmentech původních luk roste ze zajímavějších druhů např. mochna bahenní (Potentilla palustris). Rybník samotný zarůstá rdestem vzplývavým (Potamogeton natans). Na území žije silně ohrožená škeble rybničná (Anodonta cygnea), z obojživelníků silně ohrožený skokan zelený (Pelophylax esculentus) a čolek obecný (Lissotriton vulgaris). Z plazů pak ohrožená užovka obojková (Natrix natrix). Rybník slouží jako hnízdiště pro vodní ptactvo.

## Galerie

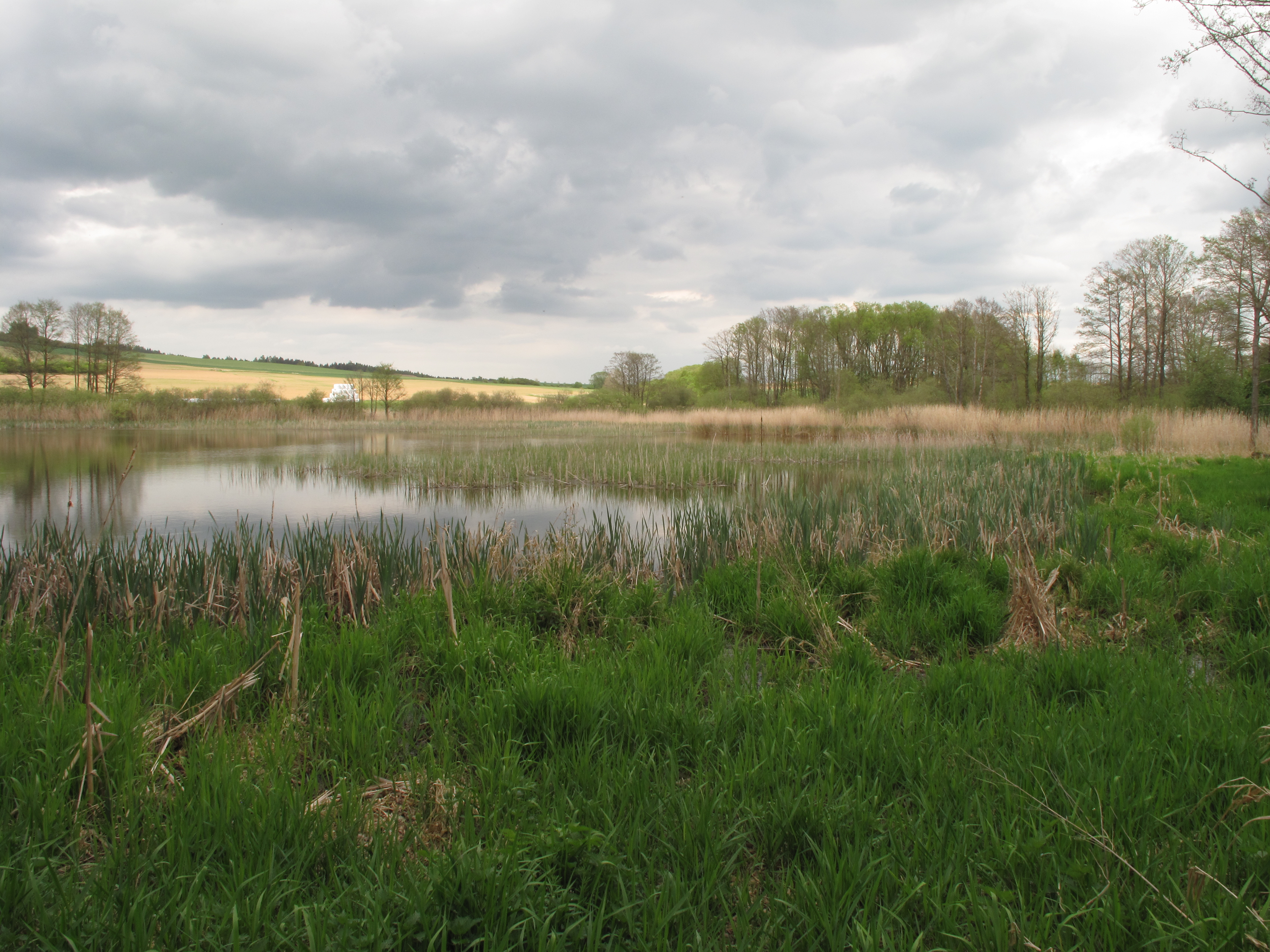
Voda a vlhkomilná společenstva
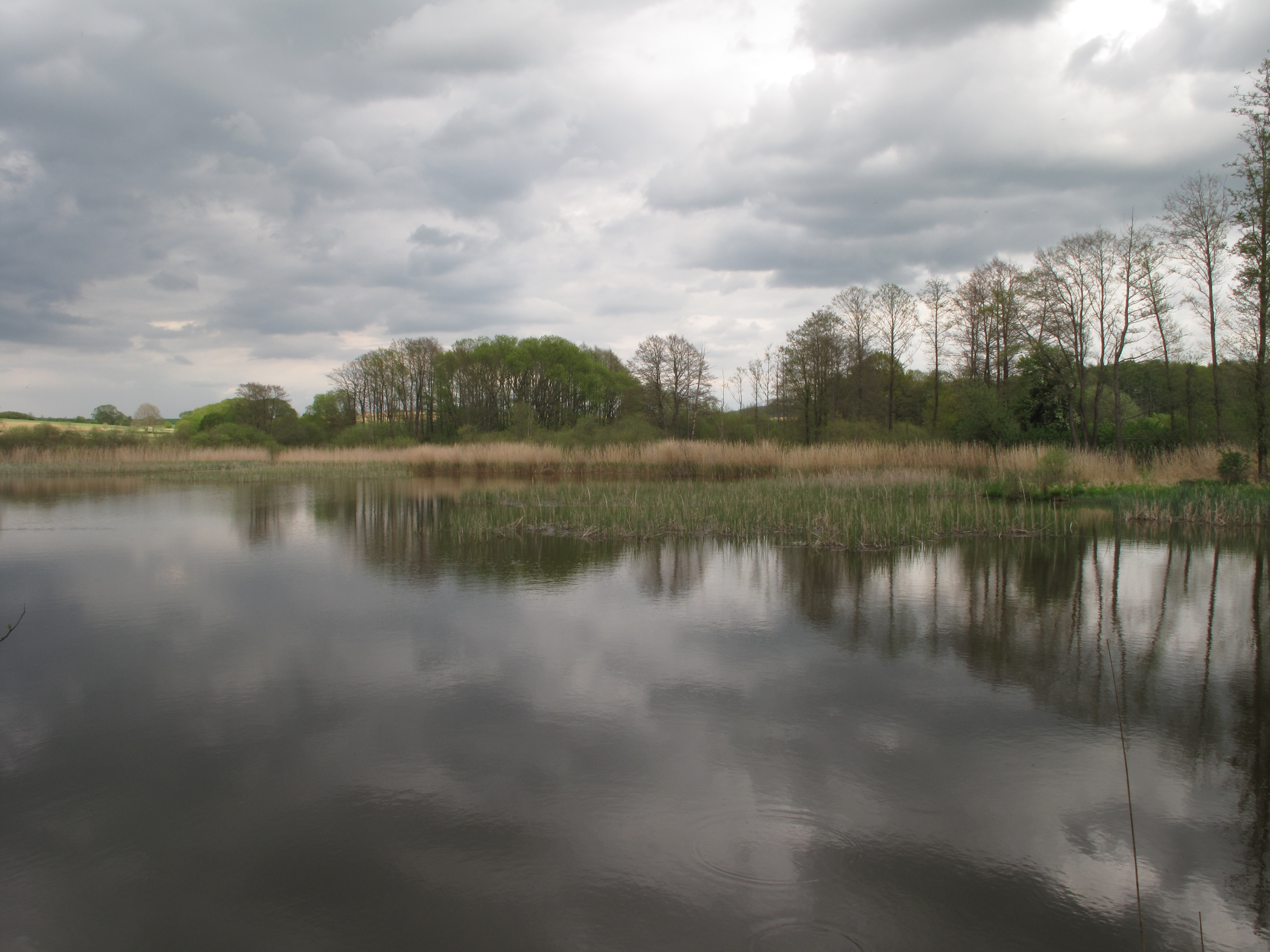
Hladina
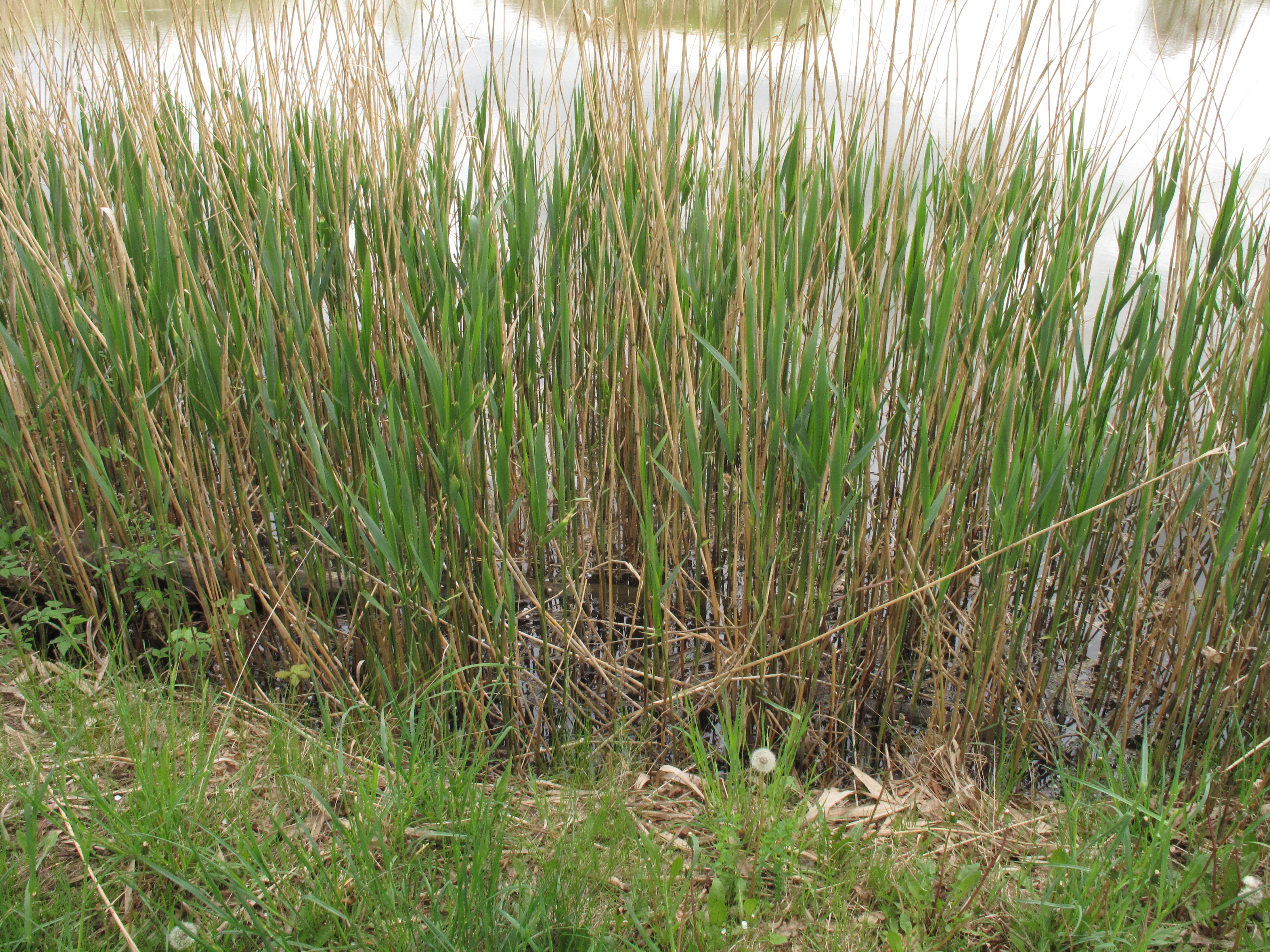
Rákos
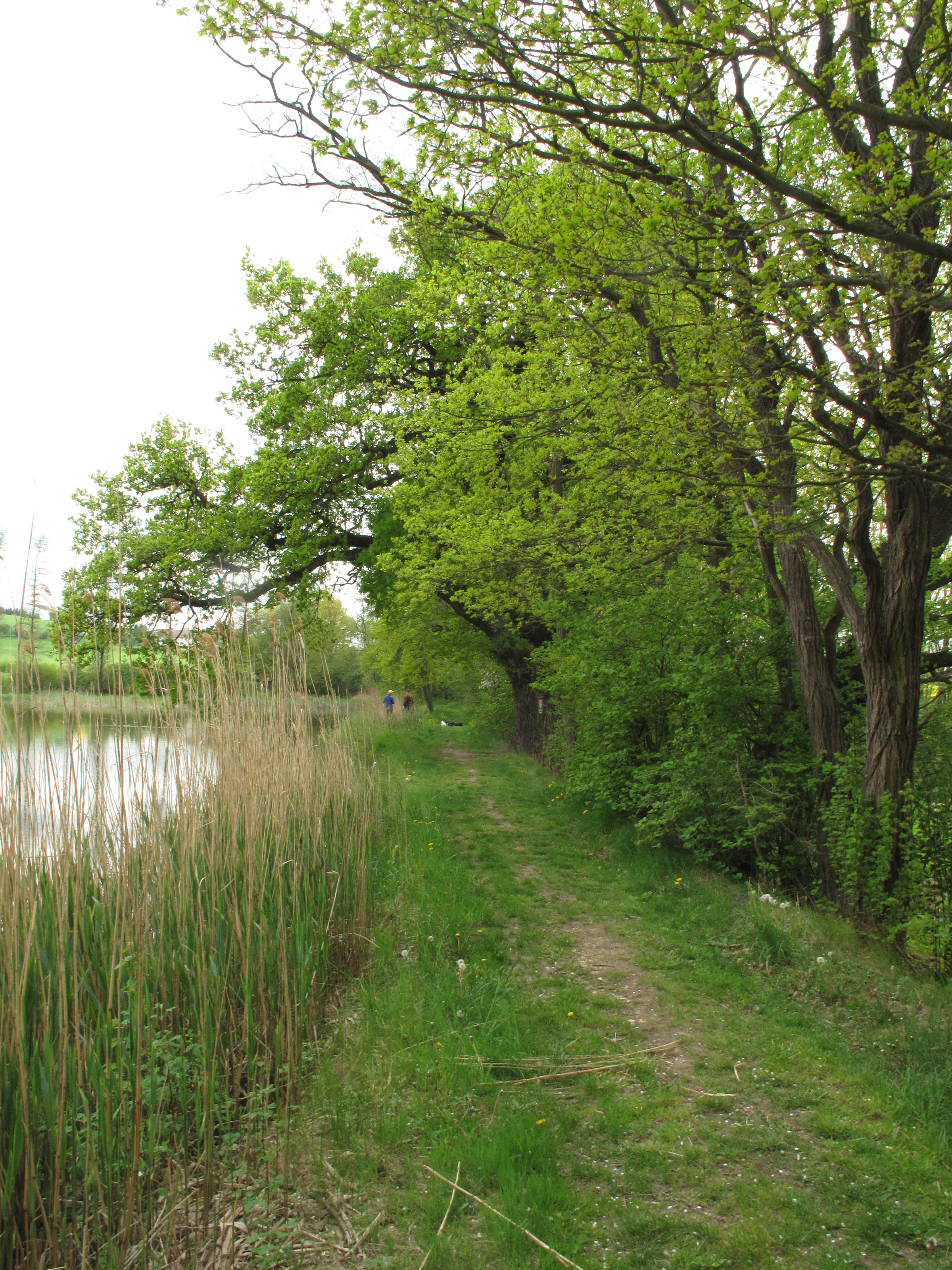
Hráz